# Mestna občina Nova Gorica
Mestna občina Nova Gorica je ena od dvanajstih mestnih občin v Republiki Sloveniji. Njeno središče oz. sedež je v mestu Nova Gorica, obsega 44 naselij, razdeljena pa je na 19 krajevnih skupnosti.

## Zgodovina občine
Mestna občina Nova Gorica je bila ustanovljena aprila leta 1952 s sprejetjem Zakona o razdelitvi Ljudske republike Slovenije na mesta, okraje in občine. Spadala je pod okraj Gorica, kot ena izmed 19 občin. Celoten okraj je štel 69.365 prebivalcev, od tega jih je v mestni občini Nova Gorica živelo 6.886.
Kot upravno-teritorialne enote so v letu 1955, kot posledica sprejetja Zakona o območjih okrajev in občin v Ljudski republiki Sloveniji, ostali le še okraji in občine, število obojih pa se je bistveno zmanjšalo - število okrajev se je zmanjšalo iz 19 na 11, število občin pa iz 386 na 130. Ukinjene so bile tudi mestne občine, Nova Gorica je postala navadna občina. V okraju Gorica, ki je takrat štel 113.000 prebivalcev, se je število občin skrčilo na 12. Občina Nova Gorica je tako štela 14.700 prebivalcev. S to spremembo so v okvir občine Nova Gorica prišli kraji, ki so pred to spremembo spadali pod občine Grgar, Čepovan ter Šempas. 
Med letoma 1955 ter 1960 je Zakon o območjih okrajev in občin v Ljudski republiki Sloveniji doživel veliko sprememb, katerih posledica je bila postopno manjšanje števila okrajev ter občin. Število okrajev se je iz 11 zmanjšalo na 8, število občin pa se je iz 130 zmanjšalo na 83. Občina Nova Gorica je pripadla okraju Koper, v katerem je bilo vsega skupaj 10 občin in 217.780 prebivalcev. V sami občini je prebivalo 46.843 ljudi. Občini so v tem obdobju priključili občine Dobrovo, Kanal, Šempeter pri Gorici ter bivšo občino Kostanjevica, ki je bila do tedaj priključena občini Komen. 
Meja občine Nova Gorica se od takrat naprej ni spremenila vse do 3. oktobra 1994, ko je bil sprejet zakon o ustanovitvi občin ter o določitvi njihovih območji, s katerim je bilo v Sloveniji ustanovljenih 147 občin, od tega 11 mestnih občin. Pred to spremembo je občina Nova Gorica obsegala 606 kvadratnih kilometrov, na katerih je živelo 59.456 prebivalcev. Na ozemlju občine Nova Gorica so nastale občine Brda, Kanal ter Miren - Kostanjevica in mestna občina Nova Gorica. Velikost mestne občine Nova gorica se je tako skrčila na 324 kvadratnih kilometrov, prebivalstvo pa je upadlo na 42.287 prebivalcev. Leto 1998 je prineslo ustanovitev še 45 občin, ena od teh, občina Šempeter - Vrtojba, je nastala na račun mestne občine Nova Gorica, ki se je tako skrčila na 309 kvadratnih kilometrov in 36.744 prebivalcev. Zadnja krčitev občine se je zgodila leta 2006 z ustanovitvijo občine Renče - Vogrsko.

## Nova Gorica - Evropska prestolnica kulture 2025
Nova Gorica bo skupaj s sosednjo Gorico leta 2025 nosila naziv Evropska prestolnica kulture.
Goriška regija in njeno središčno somestje Nove Gorice in Gorice je gotovo primer teritorija, ki ga je prejšnje krvavo stoletje zelo prizadelo in kjer se rane občutijo še danes. Po formalni združitvi leta 2004 in padcu mej tri leta kasneje pa je prav, da si Nova Gorica, Gorica ter celoten prostor nekoč skupne pokrajine  zastavi skupno vizijo in cilje, ki bodo celotnemu območju omogočili ustvarjanje okolja, prijaznega za vse prebivalce – okolja, ki omogoča kvalitetno življenje, ustvarjanje, delo in izobraževanje. Skupno sodelovanje Nove Gorice in Gorice lahko tako postane zgled za številna evropska mesta s podobno zgodovino.
Nova Gorica, ustanovljena kot novo središče za zaledje, ki ga je meja ločila od stare Gorice, je v prostor vnesla novo kulturo. Zgodovina tega mladega mesta Evropski prestolnici kulture (EPK) služi kot vir navdiha za vsebine sodobnih urbanih projektov. Prvi prebivalci Nove Gorice so bili prišleki iz različnih krajev in z vnosom različnih kultur so zgradili kulturo sobivanja. V spomin na to, bodo v sklopu EPK aktivnosti, delavnice in dogodki posvečeni aktualnim temam priseljevanja in medkulturnih izmenjav.
Nova Gorica je ob postavitvi nove industrije oblikovala lastno produkcijsko kulturo, ki je v preteklosti imela kdaj celo vodilno vlogo v državi. Danes pa je industrijska dediščina dragocen spomin, ki ga je treba ohraniti in ovrednotiti. Stari industrijski prostori, trenutno čakajo, da jih z novimi vsebinami zapolnijo umetniki, znanstveniki, start-upi in co-workingi.
Čeprav ju je zgodovina ločila z žico, sta Nova Gorica in Gorica zrasli ob boku druga druge, združeni v svoji edinstveni zgodbi o sobivanju in sodelovanju. Izkušnje obeh mest so postale temelj za medsebojno kulturno izmenjavo, razvoj skupnih univerzitetnih programov, povezovanje turistične ponudbe in za skupen nastop v Evropi.

## Naselja v občini
- Banjšice
- Branik
- Preserje
- Spodnja Branica
- Steske
- Pedrovo
- Čepovan
- Dornberk
- Brdo
- Budihni
- Draga
- Potok pri Dornberku
- Saksid
- Tabor
- Zalošče
- Gradišče nad Prvačino
- Grgar
- Grgarske Ravne
- Bate
- Dragovica
- Kromberk
- Loke
- Lokovec
- Lokve
- Lazna
- Nova Gorica
- Pristava
- Osek
- Vitovlje
- Ozeljan
- Šmihel
- Prvačina
- Podgozd
- Rožna Dolina
- Ajševica
- Stara Gora
- Solkan
- Šmaver
- Sveta Gora
- Šempas
- Trnovo
- Nemci
- Voglarji
- Ravnica

## Krajevne skupnosti
- Banjšice
- Branik
- Čepovan
- Dornberk
- Gradišče nad Prvačino
- Grgar
- Grgarske Ravne - Bate
- Kromberk - Loke
- Lokovec
- Lokve - Lazna
- Nova Gorica
- Osek - Vitovlje
- Ozeljan
- Prvačina
- Ravnica
- Rožna Dolina
- Solkan
- Šempas
- Trnovo

## Znamenitosti

### Nova Gorica
- Aleja slavnih mož
- Burbonke
- Bevkov trg
- Carinarnica
- Cerkev Kristusa Odrešenika - Konkratedrala
- E-hiša, novogoriška hiša poskusov
- Galerija Artes
- Galerija Černe
- Galerija Frnaža
- Galerija Tir
- Goriška knjižnica Franceta Bevka
- Goriški muzej
- Gozd Panovec
- Grad Kromberk
- Kidričeva ulica
- Kulturni dom Nova Gorica
- Mestna galerija Nova Gorica
- Mestna hiša
- Mestni park Borov gozdiček
- Mostovna
- Muzejska zbirka Kolodvor
- Predor pod Kostanjevico
- Rolkarski poligon - Skate Park
- Rusjanov trg
- Samostan Kostanjevica
- Slovensko narodno gledališče Nova Gorica
- Spomenik Edvardu Rusjanu
- Spomenik graditeljem Nove Gorice
- Trg Edvarda Kardelja
- Trg Evrope
- Železniška postaja Nova Gorica

### Solkan
- Dediščina prve svetovne vojne (Škabrijel, Sveta Gora, Sabotin)
- Marijanski muzej na Sveti Gori
- Reka Soča
- Sabotin
- Sabotin - Park miru
- Soča Fun park
- Solkanski most
- Stara solkanska mizarska delavnica
- Sveta Gora
- Vila Bartolomei
- Vojni muzej Solkan - Soška fronta 1915 - 1917

### Rožna dolina
- Židovsko pokopališče

### Pristava
- Rafutski park
- Laščakova vila
- Muzejska zbirka Pristava

### Šmihel
- Lijak
- Židovsko pokopališče

### Šempas
- Grad Ozeljan

### Vitovlje
- Cerkev Marijinega vnebovzetja v Vitovljah

### Prvačina
- Aleksandrinke

### Zalošče
- Zaloški bajer

### Branik
- Grad Rihemberk
- Vodnjaki in kali

### Grgar, Bate in Grgarske ravne
- Zeliščni center Grgarske ravne
- Kapelica na kraju rojstne hiše pastirice in Marijine vidkinje Urške Ferligoj
- Spominska plošča na domnevnem grobu pastirice in Marijine vidkinje Urške Ferligoj v cerkvi sv.Martina

### Čepovan
- Banjška planota
- Čepovanski dol
- Grob azerbajdžanskega narodnega heroja Mehdija Husejnzadeha - Mihajla

### Lokve
- Spomenik in grobnica iz NOB na Trnovem
- Trnovski gozd
- Velika jama v Paradani

### Lokovec
- Center tehniške dediščine
- Kovaški muzej

## Kulturno izročilo
- Frančiškanski samostan Kostanjevica pri Novi Gorici
- Sveta gora pri Gorici
- Goriški muzej
- Sabotin
- Škabrijel
- Železniška postaja Nova Gorica
- Bohinjska proga